# Tigermann Ignác
Tigermann Ignác (?, 1890 – ?, 1944) békéscsabai rabbi.

## Élete
Tigermann József (1851–1944) érsekújvári főrabbi fia. Kezdetben Tiszalökön működött rabbiként. Később Békéscsaba főrabbija lett. A településen jesivát szervezett.
Jelentős Talmudtudós hírében állt.